# بوتشت
بوتشت (به آلمانی: Büttstedt) یک شهر در آلمان است که در آیشسفلد واقع شده‌است. بوتشت ۹۷۰ نفر جمعیت دارد.